# Bartholomew Ulufa'alu
Bartholomew Ulufa'alu (né le 25 décembre 1950 aux Îles Salomon et mort le 25 mai 2007 à Honiara, Îles Salomon) est un homme politique salomonais. Premier ministre des Îles Salomon du 27 août 1997 au 30 juin 2000.

## Biographie
Il a terminé ses études à l'école secondaire Aruligo et a obtenu un baccalauréat en économie de l'Université de Papouasie-Nouvelle-Guinée (UPNG), au cours duquel il a également été président de l'Union des étudiants de l'UPNG.
Il a fondé le Syndicat général des travailleurs des Îles Salomon et a également fondé et dirigé le Parti démocratique national (NADEPA), affilié à ce syndicat, en 1975. Le NADEPA a remporté les suffrages aux élections nationales de 1976, remportant 8 sièges (dont Ulufa'alu au siège d' East Honiara). ) à l'Assemblée législative de 38 membres. Ulufa'alu a été nommé premier chef de l'opposition officielle.
La NADEPA a eu des résultats décevants après les élections de 1980, ne remportant que deux sièges et ils ont ensuite rejoint l’opposition. Cependant, après que le "groupe indépendant" dirigé par Francis Billy Hilly a retiré son soutien au gouvernement de Kenilorea en 1981, Solomon Mamaloni est devenu Premier ministre et Ulufa'alu est devenu ministre des Finances.
Ulufa'alu est généralement considéré comme ayant obtenu de bons résultats en tant que ministre des Finances et peut-être parce que cela le distrayait de s'occuper de sa circonscription, il fut battu en 1984. En dehors de ses fonctions, il se lança dans la gestion des affaires. Chambre de commerce des Îles Salomon et Farmers 'Association. En 1988, il a rompu avec son collègue syndicaliste Joses Tuhanuku et a formé le parti libéral des Îles Salomon (entre-temps, Tuhanuku et le Congrès des syndicats des Îles Salomon ont créé le Parti travailliste des Îles Salomon). Il a été réélu en 1989 et a rejoint le groupe d'opposition, mais en 1990, il a démissionné du Parlement après avoir accepté une offre du Premier ministre Mamaloni d'un consultant bien rémunéré d'une durée de deux ans auprès du bureau du Premier ministre.
Il est ministre des Finances du 5 mai 2006 à octobre 2006.
Souffrant du diabète, il est amputé d'une jambe en 2004.